# Jan Stęszewski
Jan Maria Stęszewski (ur. 20 kwietnia 1929 w Koźminie Wielkopolskim, zm. 21 września 2016 w Warszawie) – polski muzykolog i etnomuzykolog.

## Życiorys
W latach 1948–1952 studiował muzykologię oraz etnografię na Uniwersytecie im. Adama Mickiewicza w Poznaniu u Adolfa Chybińskiego i Mariana Sobieskiego. Dyplom uzyskał w 1952 na podstawie pracy o scherzach Fryderyka Chopina.
Od 1951 do 1975 pracował w Instytucie Sztuki PAN w Poznaniu, gdzie w 1965 uzyskał stopień doktora na podstawie pracy Problematyka historyczna kurpiowskich pieśni (promotor Józef Michał Chomiński), a w 1995 stopień doktora habilitowanego (praca Muzyka w muzyce polskich kompozytorów od XVII do XX w. O cytowaniu ludowych melodii) na Uniwersytecie Adama Mickiewicza w Poznaniu. W latach 1975–2000 był kierownikiem Katedry Muzykologii Uniwersytetu im. Adama Mickiewicza.
Wykładał m.in. na: Uniwersytecie Jagiellońskim, Uniwersytecie Warszawskim, Katolickim Uniwersytecie Lubelskim, Wolnym Uniwersytecie Berlina, Uniwersytecie w Getyndze (Niemcy), Uniwersytecie w Gironie (Hiszpania) oraz w Europejskiej Akademii Sztuk w Warszawie.
Jego zainteresowania badawcze koncentrowały się na etnomuzykologii, zwłaszcza na folklorze polskim, metodologii muzykologii oraz jej interdyscyplinarności, a także na historii muzyki polskiej od XVII do XX wieku.
Zajmował się elementami ludowości w muzyce Chopina, historią rytmów mazurkowych oraz badaniami nad kategorią narodowości w muzyce.
Prowadził bardzo intensywną działalność społeczną i organizatorską.

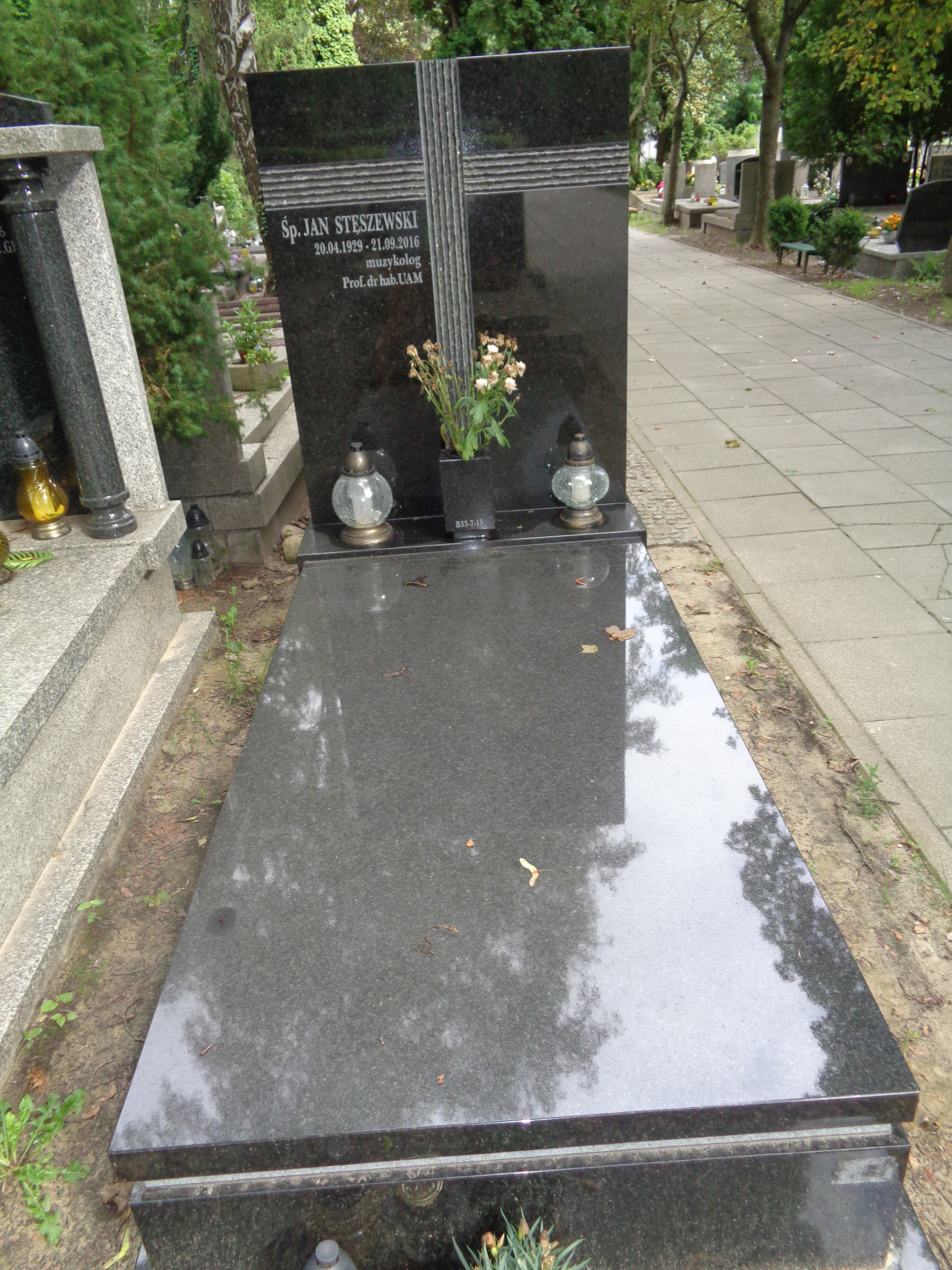
Grób Jana Stęszewskiego na Cmentarzu Wojskowym na Powązkach w Warszawie

Był przewodniczącym Sekcji Muzykologów Związku Kompozytorów Polskich, w latach 1973–1979 – prezesem tego Związku, w latach 1977–1983 – członkiem zarządu Międzynarodowego Towarzystwa Muzykologicznego, od 1979 do 1999 – przewodniczącym Polskiej Rady Muzyki przy UNESCO, w latach 1984–1987 – wiceprzewodniczącym Międzynarodowej Rady Muzycznej, od 1976 był członkiem głównego komitetu i jurorem Olimpiad Artystycznych, od 1973 – członkiem jury ogólnopolskiego Festiwalu Kapel i Śpiewaków Ludowych w Kazimierzu Dolnym, a od 1981 – jego przewodniczącym; od 1961 – członkiem komitetu redakcyjnego „Oskar Kolberg. Dzieła Wszystkie” oraz od 1996 – wiceprzewodniczącym komitetu redakcyjnego „Henryk Wieniawski. Dzieła Wszystkie”.
Był współorganizatorem Rady Muzealnej Muzeum Ludowych Instrumentów Muzycznych w Szydłowcu (przewodniczący w latach 1987–2003), Komisji Muzykologicznej Wydziału Nauk o Sztuce Poznańskiego Towarzystwa Przyjaciół Nauk (przewodniczący od 1996), wiceprzewodniczący w latach 1994–2003 Rady Naukowej przy Centrum Kultury Ludowej Polskiego Radia.
Od 2001 był członkiem Rady Programowej Narodowego Instytutu Fryderyka Chopina, a od 2009 Rady Krajowej Partii Demokratycznej.
Jan Stęszewski wykształcił wielu polskich muzykologów; do wypromowanych przez niego doktorów, którzy uzyskali później habilitacje, należą m.in. Bożena Muszkalska, Grzegorz Piotrowski, Piotr Podlipniak.
Zmarł 21 września 2016 w Warszawie.

## Nagrody i odznaczenia
Został uhonorowany wieloma odznaczeniami i nagrodami, m.in.: Srebrnym Krzyżem Zasługi (1972), Krzyżem Kawalerskim Orderu Odrodzenia Polski (1979), Odznaką Zasłużony Działacz Kultury (1977), Nagrodą Związku Kompozytorów Polskich (1989), honorowym członkostwem Związku Kompozytorów Polskich (2009) i Nagrodą im. Oskara Kolberga „Za zasługi dla kultury ludowej” (2010).

## Wybrane publikacje
- Elementy scherzowe w Scherzach Chopina, Poznań 1952.
- Chmiel: szkic problematyki etnomuzycznej wątku, „Muzyka” 1965, nr 1.
- Problematyka historyczna pieśni kurpiowskich, Warszawa 1965.
- Problem wartościowania kultur muzycznych, w: Muzyka w kontekście kultury. Spotkania muzyczne w Baranowie, red. L. Polony, Kraków 1978.
- Z problemów ludowości i narodowej tożsamości muzyki F. Chopina, 1988.
- Disco polo, w: Pota glasbe ob koncu tisocletja. Dosezki – perspektive, red. K. Primoz, Ljubljana 1997 (z J. Giemzą).
- Rzeczy, świadomość, nazwy. O muzyce i muzykologii, pod red. P. Podlipniaka i M. Walter-Mazur, Poznań 2009.